# Campeonato Ecuatoriano de Fútbol 2012
De Campeonato Ecuatoriano de Fútbol 2012 was het 54ste seizoen in de hoogste afdeling van het Ecuadoraanse voetbal sinds de oprichting van deze hoogste afdeling in het Zuid-Amerikaanse land. De competitie bestond uit twee delen: de Primera Etapa en de Segunda Etapa, waarna de winnaars van beide competitiehelften streden om de landstitel. Twaalf clubs deden mee aan deze editie. Omdat Barcelona Sporting Club zowel de eerste als de tweede seizoenshelft won, was een finale niet nodig. De club werd voor de veertiende keer landskampioen en plaatste zich voor de strijd om de Copa Libertadores 2013. De nummers twee en drie streden aan het einde van de competitie om de tweede plaats, die eveneens recht gaf op deelname aan Copa Libertadores. De nummers vier en vijf streden om de vierde plaats in de eindrangschikking en plaatsten zich beide voor de Copa Sudamericana 2013.

## Primera Etapa
| №  | Club                        | WG | W  | G  | V  | DV | DT | +/– | Punten |
| -- | --------------------------- | -- | -- | -- | -- | -- | -- | --- | ------ |
| 1  | Barcelona Sporting Club     | 22 | 10 | 8  | 4  | 33 | 15 | +18 | 38     |
| 2  | LDU de Loja                 | 22 | 10 | 8  | 4  | 25 | 18 | +7  | 38     |
| 3  | Club Sport Emelec           | 22 | 11 | 4  | 7  | 39 | 23 | +16 | 37     |
| 4  | CSD Independiente del Valle | 22 | 10 | 7  | 5  | 29 | 20 | +9  | 37     |
| 5  | Deportivo Cuenca            | 22 | 11 | 3  | 8  | 24 | 26 | –2  | 36     |
| 6  | LDU Quito                   | 22 | 8  | 10 | 4  | 32 | 22 | +10 | 34     |
| 7  | Deportivo Quito             | 22 | 8  | 7  | 7  | 34 | 23 | +11 | 31     |
| 8  | Club Deportivo El Nacional  | 22 | 8  | 5  | 9  | 24 | 34 | –10 | 29     |
| 9  | Manta Fútbol Club           | 22 | 7  | 6  | 9  | 22 | 23 | –1  | 27     |
| 10 | CSD Macará                  | 22 | 5  | 6  | 11 | 19 | 33 | –14 | 21     |
| 11 | CD Técnico Universitario    | 22 | 4  | 6  | 12 | 18 | 32 | –14 | 18     |
| 12 | Centro Deportivo Olmedo     | 22 | 4  | 2  | 16 | 14 | 44 | –30 | 14     |

## Segunda Etapa
| №  | Club                        | WG | W  | G | V  | DV | DT | +/– | Punten |
| -- | --------------------------- | -- | -- | - | -- | -- | -- | --- | ------ |
| 1  | Barcelona Sporting Club     | 22 | 13 | 6 | 3  | 42 | 19 | +23 | 45     |
| 2  | Club Sport Emelec           | 22 | 11 | 4 | 7  | 28 | 26 | +2  | 37     |
| 3  | LDU Quito                   | 22 | 9  | 8 | 5  | 26 | 20 | +6  | 35     |
| 4  | CSD Independiente del Valle | 22 | 9  | 4 | 9  | 22 | 25 | –3  | 31     |
| 5  | CD Técnico Universitario    | 22 | 8  | 7 | 7  | 27 | 34 | –7  | 31     |
| 6  | Manta Fútbol Club           | 22 | 8  | 6 | 8  | 27 | 22 | +5  | 30     |
| 7  | CSD Macará                  | 22 | 9  | 2 | 11 | 27 | 29 | –2  | 29     |
| 8  | LDU de Loja                 | 22 | 7  | 6 | 9  | 28 | 29 | –1  | 27     |
| 9  | Deportivo Cuenca            | 22 | 7  | 6 | 9  | 20 | 23 | –3  | 27     |
| 10 | Deportivo Quito             | 22 | 6  | 7 | 9  | 14 | 25 | –11 | 25     |
| 11 | Club Deportivo El Nacional  | 22 | 5  | 8 | 9  | 24 | 28 | –4  | 23     |
| 12 | Centro Deportivo Olmedo     | 22 | 5  | 6 | 11 | 22 | 27 | –5  | 21     |

## Eindstand
| №  | Club                        | WG | W  | G  | V  | DV | DT | +/– | Punten |
| -- | --------------------------- | -- | -- | -- | -- | -- | -- | --- | ------ |
|    | Barcelona Sporting Club     | 44 | 23 | 14 | 7  | 75 | 34 | +41 | 83     |
| 2  | Club Sport Emelec           | 44 | 22 | 8  | 14 | 67 | 49 | +18 | 74     |
| 3  | LDU Quito                   | 44 | 17 | 18 | 9  | 58 | 42 | +16 | 69     |
| 4  | CSD Independiente del Valle | 44 | 19 | 11 | 14 | 51 | 45 | +6  | 68     |
| 5  | LDU de Loja                 | 44 | 17 | 14 | 13 | 53 | 47 | +6  | 65     |
| 6  | Deportivo Cuenca            | 44 | 18 | 9  | 17 | 44 | 49 | –5  | 63     |
| 7  | Manta Fútbol Club           | 44 | 15 | 12 | 17 | 49 | 45 | +4  | 57     |
| 8  | Deportivo Quito             | 44 | 14 | 14 | 16 | 48 | 48 | 0   | 56     |
| 9  | Club Deportivo El Nacional  | 44 | 13 | 13 | 18 | 48 | 62 | –14 | 52     |
| 10 | CSD Macará                  | 44 | 14 | 8  | 22 | 46 | 62 | –16 | 50     |
| 11 | CD Técnico Universitario    | 44 | 12 | 13 | 19 | 45 | 66 | –21 | 49     |
| 12 | Centro Deportivo Olmedo     | 44 | 9  | 8  | 27 | 36 | 71 | –35 | 35     |

|  | Ecuadoraans landskampioen en geplaatst voor Copa Libertadores 2013 |
|  | Geplaatst voor play-offs om tweede plaats                          |
|  | Geplaatst voor play-offs om vierde plaats                          |
|  | Gedegradeerd naar de Serie B                                       |

## Play-offs

### Om vierde plaats
|                      |                  |       |                         |                                                                              |
| 8 december 19:00 uur | LDU de Loja      | 1 – 0 | Independiente del Valle | Estadio Reina del Cisne, Loja Toeschouwers: 5.000 Scheidsrechter: Diego Lara |
| 8 december 19:00 uur | Carlos Feraud 8' |       |                         | Estadio Reina del Cisne, Loja Toeschouwers: 5.000 Scheidsrechter: Diego Lara |

|                       |                         |                   |             |                                                                                 |
| 15 december 11:00 uur | Independiente del Valle | 0 – 1             | LDU de Loja | Estadio Rumiñahui, Sangolquí Toeschouwers: 4.500 Scheidsrechter: Miguel Hidalgo |
| 15 december 11:00 uur |                         | 72' Ánderson León |             | Estadio Rumiñahui, Sangolquí Toeschouwers: 4.500 Scheidsrechter: Miguel Hidalgo |

### Om tweede plaats
|                      |                 |       |                                         |                                                                               |
| 9 december 11:30 uur | LDU Quito       | 1 – 2 | Club Sport Emelec                       | Estadio La Casa Blanca, Quito Toeschouwers: 31.000 Scheidsrechter: Omar Ponce |
| 9 december 11:30 uur | Pablo Vitti 45' |       | 31' Marlon de Jesús 67' Marcos Mondaini | Estadio La Casa Blanca, Quito Toeschouwers: 31.000 Scheidsrechter: Omar Ponce |

|                       |                     |       |           |                                                                                          |
| 16 december 17:00 uur | Club Sport Emelec   | 1 – 0 | LDU Quito | Estadio George Capwell, Guayaquil Toeschouwers: 15.000 Scheidsrechter: José Luis Espinel |
| 16 december 17:00 uur | Marlon de Jesús 32' |       |           | Estadio George Capwell, Guayaquil Toeschouwers: 15.000 Scheidsrechter: José Luis Espinel |

## Statistieken

### Topscorers
- In onderstaand overzicht zijn alleen de spelers opgenomen met tien of meer treffers achter hun naam.

| 1 | Narciso Mina     | Barcelona Sporting Club | 30 | ? |
| 2 | Claudio Bieler   | LDU Quito               | 20 | ? |
| 3 | Fábio Renato     | LDU de Loja             | 16 | ? |
| 4 | Marlon de Jesús  | Club Sport Emelec       | 13 | ? |
| 4 | Carlos Quintero  | CSD Macará              | 13 | ? |
| 4 | Enner Valencia   | Club Sport Emelec       | 13 | ? |
| 7 | Ariel Nahuelpan  | LDU Quito               | 11 | ? |
| 7 | Daniel Samaniego | Independiente del Valle | 11 | ? |
| 9 | Byron Cano       | Deportivo Cuenca        | 10 | ? |
| 9 | Alex Colón       | Técnico Universitario   | 10 | ? |
| 9 | Luciano Figueroa | Club Sport Emelec       | 10 | ? |
| 9 | Marcos Mondaini  | Club Sport Emelec       | 10 | ? |